# Розничная торговля

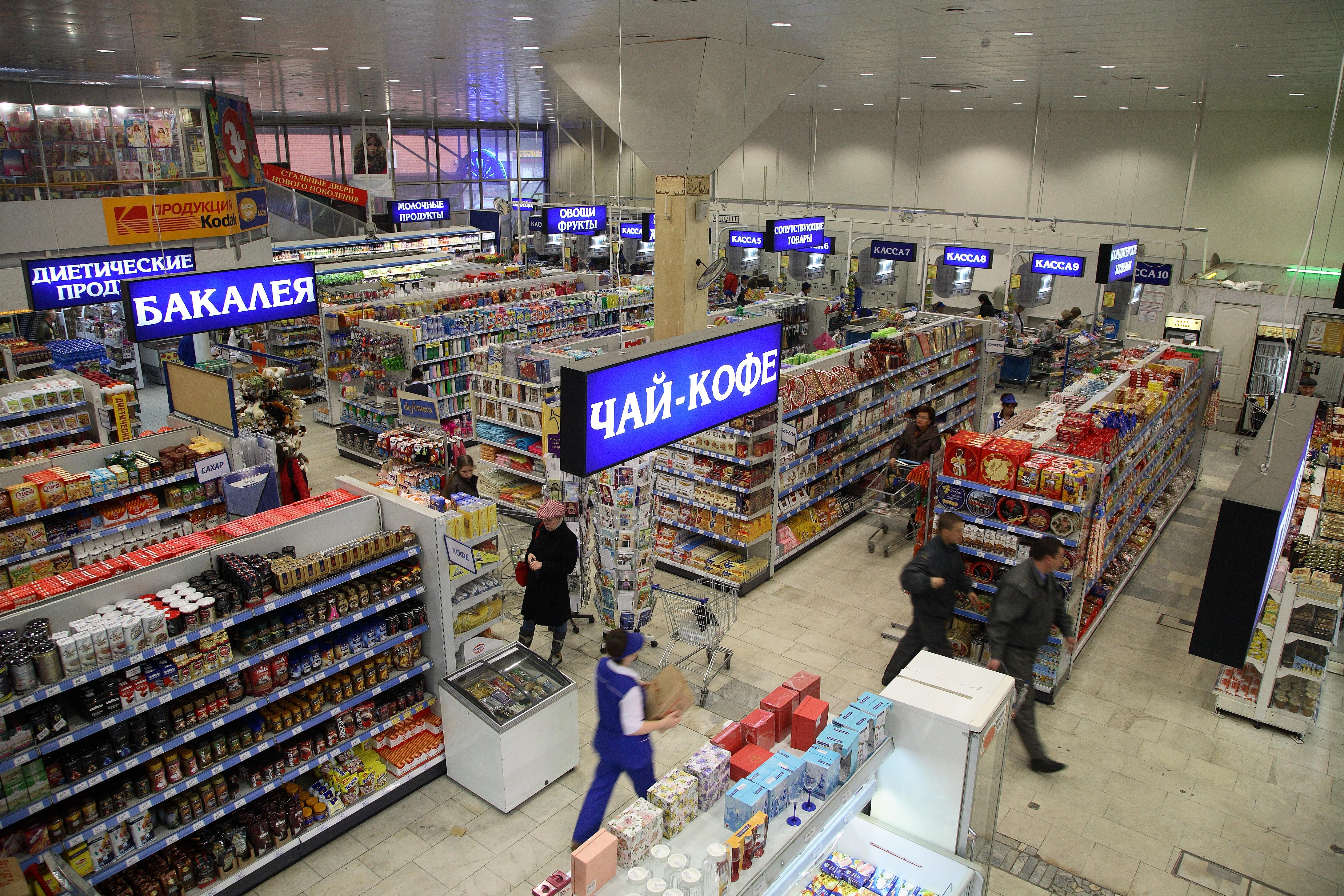
Торговый зал универсама

Ро́зничная торговля, ро́зница, рете́йл или рите́йл (от англ. retail) — это предпринимательская деятельность по продаже товаров или оказанию услуг непосредственно конечным потребителям для их личного некоммерческого использования.

## Особенности
Исходя из того, что сбыт в розницу ведётся через предприятия розничной торговли, которые требуют содержания торговых площадей, обширного штата работников, большого количества товаров в наличии в зале и на складе, стоимость товаров возрастает. Для покрытия издержек и извлечения прибыли применяется торговая наценка (маржа). Величина наценки регулируется общим состоянием рынка или государственным регулированием цен (на некоторые категории товаров и услуг). На товары (услуги), не входящие в категорию регулируемых государством, наценка может составлять от 30 до 200 % и более.
Чаще всего для подтверждения факта покупки на предприятиях розничной торговли используют кассовый аппарат (за исключением случаев, когда использование кассового аппарата не представляется возможным или при продаже через торговый автомат), печатающий два чека. Один при этом выдаётся покупателю, а второй хранится у продавца.
Кассовые чеки должны содержать:
- название предприятия, осуществляющего торговлю,
- стоимость товаров (услуг),
- сумму налога на добавленную стоимость с указанием ставки налога,
- дату и время продажи.

Кроме того, кассовый чек может содержать перечень приобретённых товаров. Если перечня покупки в чеке нет, то к нему может прилагаться накладная и/или счёт-фактура с указанием приобретённых товаров.

## История

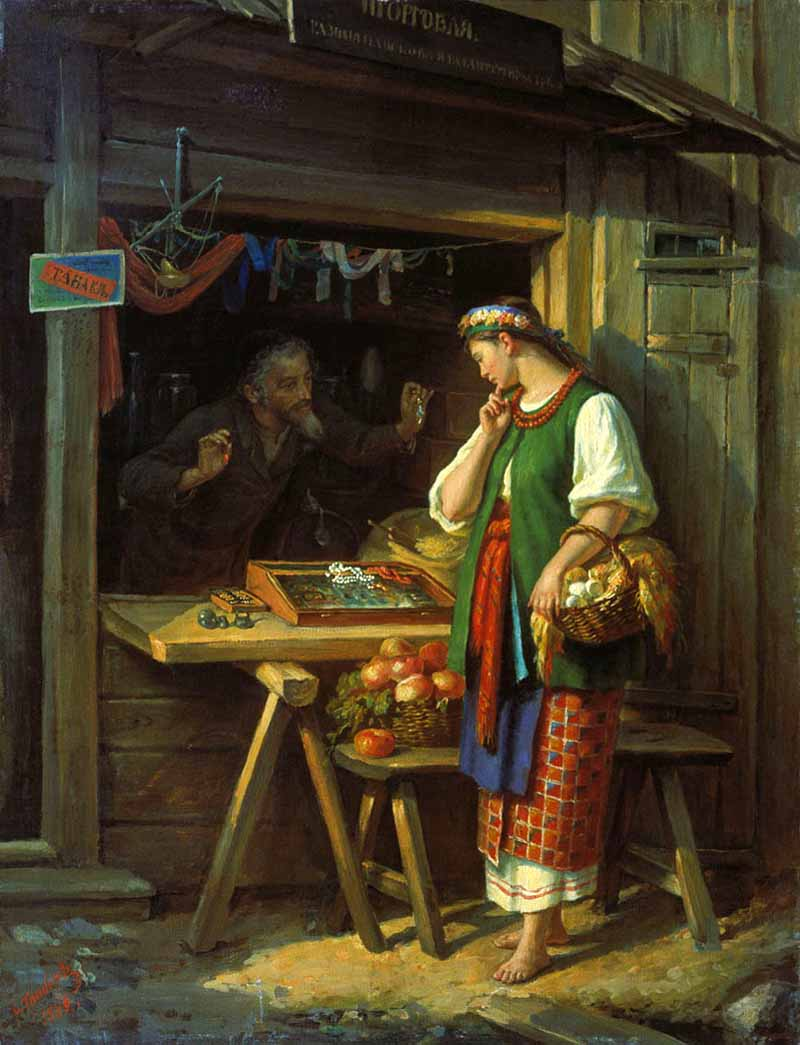
Картина С. Грибкова «В лавке», 1882 год

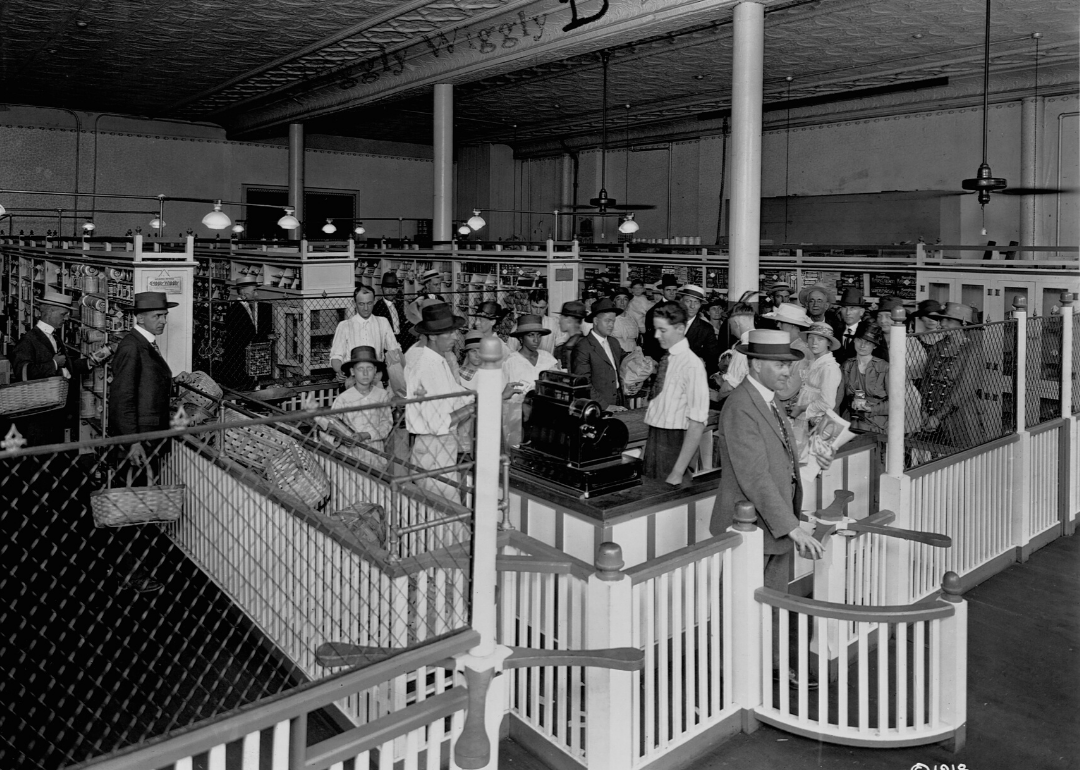
Магазин Piggly Wiggly в Мемфисе, первый в мире супермаркет, 1918 год

История розничной торговли уходит в далёкое прошлое. Люди обменивались товарами и услугами. Первой формой розничной торговли была торговля на рыночных площадях. Ярмарки проводились реже, но были крупнее, чем обычные рынки, они давали возможность купить товары из отдаленных регионов. По мере роста торговли в городах рынки становились крупнее и часто закреплялись на одном месте в виде специальных крытых зданий. Сапожники, портные, булочники часто предлагали покупателю товар из окна мастерской, выходящего на улицу, сначала только в период между базарными днями. К XVIII веку появились магазины, торгующие товарами повседневного спроса.
В XIX веке появились универмаги. Их изобретателями называют Аристида Бусико, который в 1872 году открыл в Париже универсальный магазин под названием «Au Bon Marché» и Чарльза Дигби Хэррода, преобразовавшего отцовский магазин Harrods в универмаг к 1880 году.
Ещё в ХV — ХVI веках в Германии разбогатевшие лавочники, торговавшие мясом, создавали сети лавок по продаже мяса под единой вывеской. В США сети магазинов начались с основания The Great Atlantic and Pacific Tea Company (A&P) в 1859 году. К началу 1920-х годов в США конкурировали три национальные сети: A&P, Woolworth’s и United Cigar Stores. С 1901 году в Чикаго появилась аптечная сеть Walgreens, которая к 1913 году насчитывала уже 5 аптек.
Первым, кто задумался о контроле денежных поступлений в заведении с несколькими продавцами, был Джеймс Якоб Ритти, владелец бара Pony House в городе Дэйтон (штат Огайо), открытого в 1871 году. Популярное заведение упорно не давало прибыли, так как персонал регулярно прикарманивал выручку, а увольнение и набор новых людей не решали проблемы. Совершая путешествие из США в Европу, Ритти однажды заглянул в машинное отделение корабля и увидел там тахометр, подсказавший ему идею учитывать принимаемые от клиентов деньги так же, как тахометр учитывает количество оборотов гребного вала. В 1879 году Ритти изобрел кассовый аппарат. Запатентовав своё изобретение, Ритти продал его Джону Генри Паттерсону, который в 1884 году создал компанию National Cash Register Company. Уже к 1911 году NCR продавала более одного миллиона кассовых аппаратов в год.
Первые два магазина самообслуживания с прямым доступом к товару были открыты независимо друг от друга в 1912 году в Калифорнии. В 1916 году в Мемфисе зародилась американская сеть супермаркетов Piggly Wiggly, которая спустя семь лет насчитывала уже 2800 магазинов. К концу 1930-х годов в США насчитывалось уже несколько тысяч торговых точек, работающих по принципу самообслуживания.
В середине 1970-х годов во французской розничной сети Carrefour впервые появились товары под собственным торговым знаком этой сети.
Торговле требовалась автоматизация учёта товаров. В 1974 году состоялась первая продажа товара с отсканированным штрих-кодом. К 1984 году уже 33 % магазинов США имели сканеры для считывания штрих-кодов.
В 1992 году Чарльз Стэк основал первый интернет-магазин books.com по продаже книг. В 1994 году появился интернет-магазин Amazon. В XXI веке интернет-торговля бурно развивается.
Объём розничной торговли во всем мире по итогам 2022 года оценивается в 27,34 трлн долл. Продажи значительно выросли за последние десятилетия. Рост стимулировали прямые иностранные инвестиции, электронная торговля, улучшение инфраструктуры. Крупнейшими рынками являются США (7,1 трлн долл.), Китай (6,5 трлн долл.), Япония (1,1 трлн долл.), Индия (0,8 трлн долл.) и Германия (0,7 трлн долл.). Динамика этого показателя для разных стран зависит от покупательной способности и численности населения, насыщенности рынка, доступности кредитных продуктов, логистики. Общий объём розничных продаж онлайн в мире по итогам 2022 года оценивается в 5,7 трлн долл. (20,8 % розничной торговли), что в 4 раза превышает уровень 2014 г., и продолжает расти.

## В Российской Федерации
В Российской Федерации отношения между продавцом и покупателем в системе розничной торговли регулируются Законом о защите прав потребителей.
Федеральный закон «Об основах государственного регулирования торговой деятельности в Российской Федерации» вводит следующее определение розничной торговли:

Розничная торговля — вид торговой деятельности, связанный с приобретением и продажей товаров для использования их в личных, семейных, домашних и иных целях, не связанных с осуществлением предпринимательской деятельности.

Розничный рынок России по объёму в 2011 году занимал восьмое место в мире (на его долю приходилось около 2 % мирового рынка).